# Firmicutes
Firmicutes су бактеријски филум који обухвата велики број врста са Грам позитивном структуром ћелијског зида. Веома ретко, као у родовима Megasphaera, Pectinatus, Selenomonas и Zymophilus, постоји порозна спољашња мембрана ћелијског зида, што за последицу има Грам негативно бојење. Филум се, сем карактеристичног ћелијског зида, карактерише и ниским садржајем гуанина и цитозина у ДНК. У филум Firmicutes спадају бактерије од великог значаја за индустрију, медицину и пољопривреду, попут стрептокока, стафилокока, бактерија млечнокиселинског врења, хемолитичких бактерија и клостридија.

## Класификација
Филум Firmicutes дели се на пет класа, с тим да поједини аутори у њега додају и групу бактерија без ћелијског зида (микоплазме, Mollicutes). У филум спада преко 270 родова, од којих су најзначајнији наведени испод.
класа 
род 
род 
род 
род 
род 
род 
род 
род 
род 
класа 
род 
род 
род 
род 
род 
род 
род 
род 
род 
род 
класа 
род 